# .jp
.jp is het achtervoegsel voor Japanse domeinnamen, en valt onder de verantwoordelijkheid van de Japan Registry Service.
Bij het in gebruik nemen van het .jp domein viel de verantwoordelijkheid onder JPNIC, maar vanwege de toenemende grootte en belang, is er in december 2000 besloten het beheer onder te brengen onder een nieuwe organisatie. Sinds 30 juni 2003 is de Japan Registry Service verantwoordelijk voor het domein.
Registraties verlopen via erkende registrars, domeinnamen met Japanse tekens (Kanji, Hiragana of Katakana) kunnen worden geregistreerd op het tweede niveau.

## Tweede-niveau domeinen
Ondanks dat iedereen met een Japans postadres een tweede-niveau-domein kan registreren, zijn er bepaalde domeinen met beperkingen:
- .ac.jp - academische instituten (zoals universiteiten)
- .ad.jp - JPNIC leden
- .co.jp - bedrijven, inclusief in Japan geregistreerde buitenlandse bedrijven
- .ed.jp - onderwijsinstituten voor mensen onder de 18
- .go.jp - Japanse overheid
- .gr.jp - groepen van 2 of meer personen, of groepen van geregistreerde bedrijven
- .lg.jp - lokale overheden
- .ne.jp - netwerkaanbieders
- .or.jp - geregistreerde organisaties en non-profit organistaties